# Mercedes-Benz
Mercedes-Benz là một trong những hãng sản xuất xe ô tô, xe buýt, xe tải danh tiếng trên thế giới. Hãng được xem là một trong những hãng sản xuất xe hơi lâu đời nhất còn tồn tại đến ngày nay. Khởi đầu, hãng thuộc sở hữu bởi Daimler-Benz. Hiện tại, hãng là một thành viên của công ty mẹ, Daimler AG (tên trước đây là DaimlerChrysler AG). Mercedes-Benz còn là một trong những hãng đi tiên phong trong việc giới thiệu nhiều công nghệ và những sáng kiến về độ an toàn mà sau đó đã trở nên phổ biến trên toàn thế giới.
Khẩu hiệu của hãng là "The best or nothing".

## Lịch sử

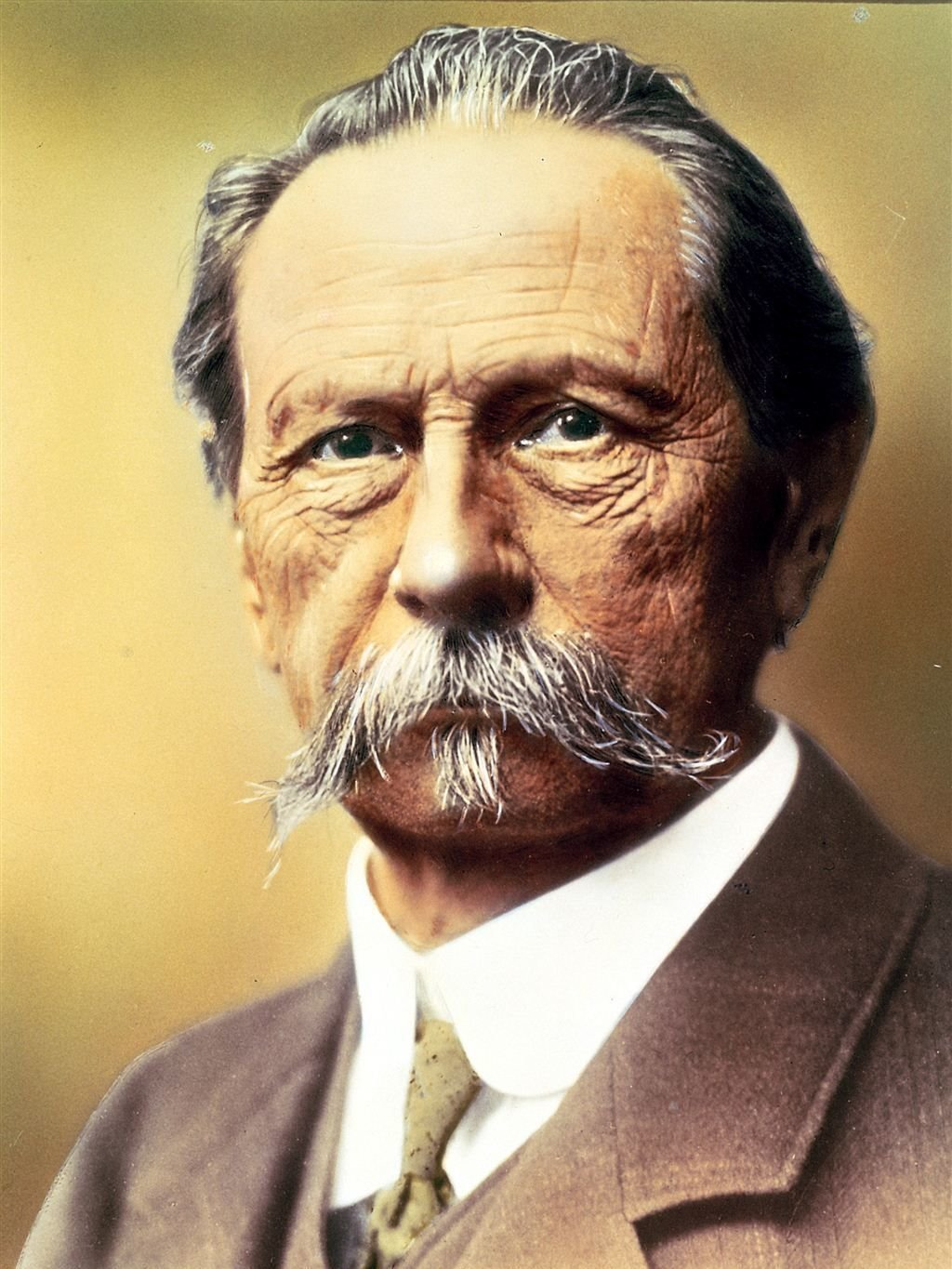
Karl Benz. Benz đã sản xuất chiếc xe 1886 Benz Patent Motorwagen và được coi là chiếc xe hơi đầu tiên.

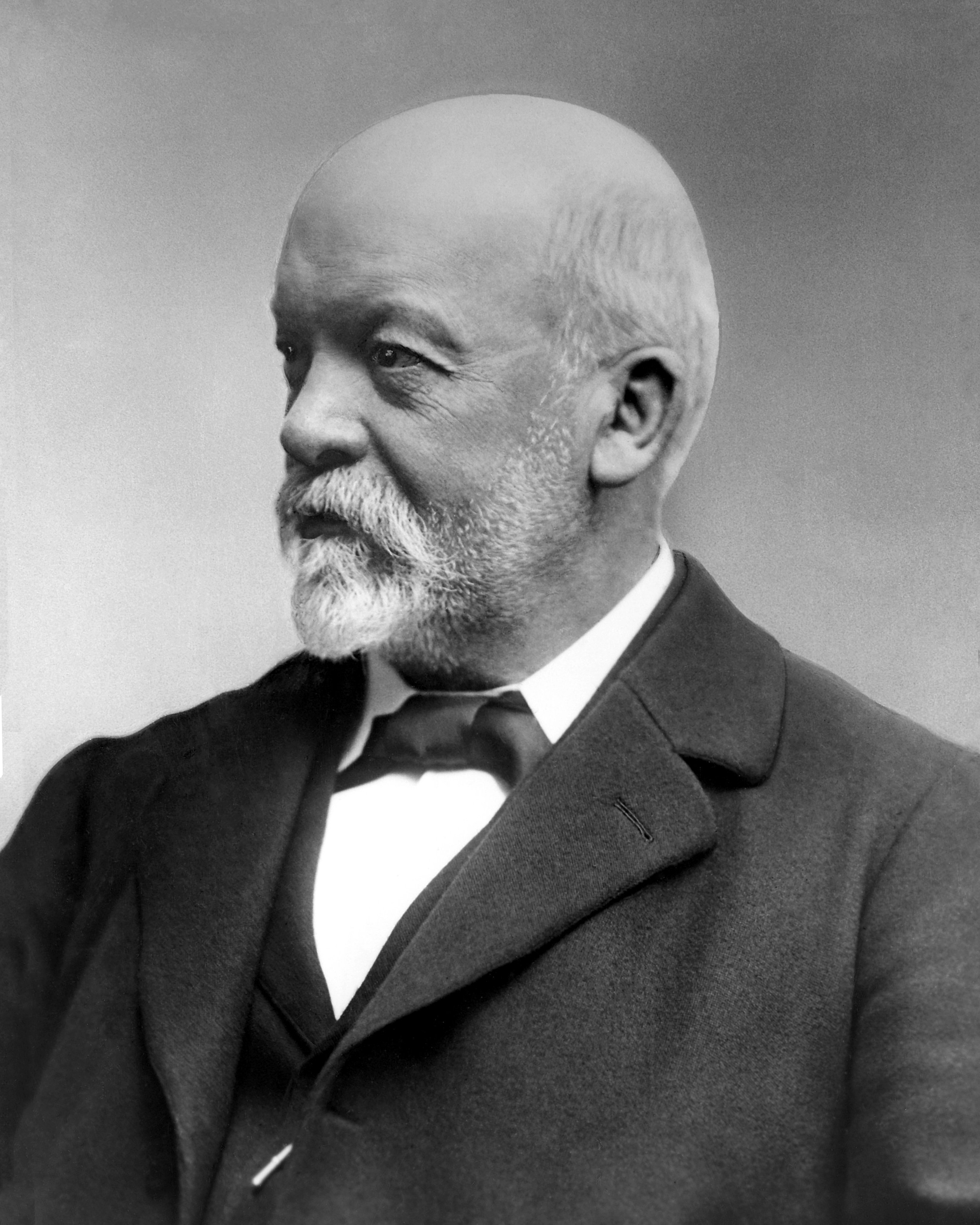
Gottlieb Daimler, người sáng lập hãng xe Daimler-Motoren-Gesellschaft

Nguồn gốc ban đầu của hãng được xem là phát triển từ hai nhánh hoàn toàn độc lập nhau. Năm 1883, Karl Benz thành lập "Benz & Co. Rheinische Gasmotorenfabrik Mannheim" (Nhà máy động cơ khí Rhein Mannheim Benz & Co.). Năm 1886, hãng đã cho ra đời những chiếc xe đầu tiên mang nhãn hiệu Benz Patent Motorwagen. Chỉ trong 15 năm sau đó, hãng đã trở thành một trong những nhà máy sản xuất xe hơi lớn nhất trên thế giới.
Hoàn toàn không liên quan gì, dù cách đấy không xa, năm 1890, Gottlieb Daimler và Wilhelm Maybach cùng thành lập "Daimler Motoren Gesellschaft" (DMG - Công ty Động cơ Daimler). Hai năm sau, hãng giới thiệu mẫu xe đầu tiên với phần động cơ mang tên Phoenix do hai ông chế tạo. Mẫu xe đã thu hút sự chú ý của một nhà ngoại giao - doanh nhân người Áo là Emil Jellinek. Năm 1900, sau khi Daimler qua đời, Jellinek đã đầu tư một khoản lớn vào "Daimler Motoren Gesellschaft" kèm theo điều kiện là Maybach sẽ thiết kế một mẫu xe với một vài chi tiết mà Jellinek yêu cầu, đồng thời mẫu xe này phải được đặt theo biệt danh con gái mới sinh của ông là Mercédès, một từ mà trong tiếng Tây Ban Nha có nghĩa là "món quà" hoặc "sự yêu mến". Những chiếc xe đầu tiên mang nhãn hiệu Daimler-Mercedes lần đầu được đưa ra bán vào năm 1901 bởi Daimler Motoren Gesellschaft. Sự thành công của mẫu xe vượt mức mong đợi, đến mức ngày 23 tháng 6 năm 1902, DMG quyết định sử dụng tên Mercedes là thương hiệu cho sản xuất ô tô của hãng và chính thức đăng ký thương quyền vào ngày 26.
Sự phát triển của 2 hãng đều có những lúc thăng trầm. Benz ngưng không tham gia trực tiếp vào các công việc của nhà máy vào năm 1903. Maybach rời khỏi DMG năm 1907. Hai năm sau đó, Jellinek cũng không tham gia với DMG nữa.
Chiến tranh thế giới thứ nhất nổ ra và kết thúc với phần bại trận thuộc về nước Đức. Việc làm ăn của cả hai hãng sau chiến tranh rơi vào khủng hoảng trầm trọng. Để vực dậy được hoạt động kinh doanh, năm 1926 hai công ty "Benz & Co. Rheinische Gasmotorenfabrik Mannheim" và "Daimler Motorengesellschaft" (Công ty động cơ Daimler) hợp nhất thành Daimler-Benz AG (Công ty cổ phần Daimler-Benz). Thương hiệu xe mới là sự kết hợp của cả hai hãng xe danh tiếng một thời: Mercedes-Benz.

#### Studebaker-Packard
Vào năm 1958, Mercedes-Benz đã đạt được một thoả thuận với hãng Studebaker-Packard ở South Bend, Indiana (Mỹ). Theo thoả thuận, Studebaker sẽ cho phép Mercedes-Benz hoạt động theo một mạng lưới ở Mỹ, cung cấp phương tiện cho các chi nhánh bán hàng, và đổi lại, nhận được tiền lãi từ những chiếc xe đã bán. Studebaker cũng cho phép sử dụng tên tiếng Đức của những chiếc xe khi quảng cáo, điều này sẽ gây sức ép về chất lượng hơn là số lượng.
Khi Studebaker có những cuộc đàm phán không chính thức với hãng sản xuất xe hơi Facel Vega về việc đề nghị những mẫu xe Facel Vega Exellence ở Mỹ, Mercedes-Benz đã phản đối với đề nghi này. Studebaker, hãng cần Mercedes-Benz phân phối tiền trả để giúp họ tránh lỗ nặng, không tạo thêm hành động nào cho vụ này.
Mercedes-Benz đặt văn phòng ở South Bend từ năm 1958 tới 1963, khi Studebaker ở Mỹ dừng hoạt động. Vào thời điểm đó vẫn còn nhiều chi nhánh của Mercedes-Benz hoạt động dưới sự kiểm soát của Studebaker. Khi Studebaker ở Canada dừng hoạt động và rời khỏi thị trường xe hơi vào năm 1966, các đại lý còn lại của Studebaker có quyền lựa chọn để chuyển đổi các đại lý của họ theo thoả thuận từ các đại lý của Mercedes-Benz.

### Chi nhánh sản xuất
Mercedes-Benz AMG trở thành chủ sở hữu chính của Mercedes-Benz từ năm 1998. Công ty này đã kết hợp với DaimlerChrysler vào năm 1999, và trở thành Mercedes-Benz AMG bắt đầu từ ngày 1 tháng 1 năm 1999.